# Oxapampa
Oxapampa é uma cidade do Peru, situada na região de  Pasco. Capital da província de  Oxapampa, sua população em 2017 foi estimada em 10.887 habitantes.